# Michel Boscher
Pour les articles homonymes, voir Boscher.
Michel Boscher, né le 19 novembre 1922 à Évry-Petit-Bourg et mort le 26 septembre 2008 à Paris 7e, est un homme politique français. 
Membre successivement de l’Union pour la nouvelle République, l’Union pour la défense de la République et le Rassemblement pour la République, il fut député de la quatorzième circonscription de Seine-et-Oise puis de la deuxième circonscription de l’Essonne, conseiller général du canton d’Évry et maire d’Évry. Il est qualifié de « père » de cette ville nouvelle.

## Biographie

### Origines et vie familiale
Michel Georges Boscher est un enfant de la bourgeoisie parisienne, né le 19 novembre 1922 dans le village rural d’Évry-Petit-Bourg où sa famille possède une maison de campagne.

### Études et formation
Il est étudiant à l'Institut des Sciences Politiques et licencié en droit. 

### Carrière professionnelle
Ancien résistant gaulliste et déporté, il devient commissaire-priseur à partir de 1952 puis est chargé de mission au cabinet de Michel Debré, ministre de la Justice, entre juin et novembre 1958. Le 21 septembre 2006, il se retire de sa société de commissaires-priseurs.

### Carrière politique
Il est élu maire d’Évry-Petit-Bourg en 1947 avec 75 % des voix au premier tour. Parachuté en Tarn-et-Garonne pour les législatives de 1951, il est battu par le radical-socialiste Jean Baylet.
En 1958, il devient député UNR de la quatorzième circonscription de Seine-et-Oise. En 1967, il est élu conseiller général du nouveau canton d’Évry. En 1968, il conserve son mandat dans le nouveau département de l’Essonne et est député de la deuxième circonscription.
Il perd le canton d’Évry en 1973, sa mairie en 1977, et ne se représente pas comme député en 1978, au profit de Bernard Pons. Il quitte alors Évry pour son domicile parisien où il meurt le 26 septembre 2008,. Manuel Valls, maire socialiste à cette époque salua « l’élu de la République, l’homme qui a beaucoup compté dans l’histoire d’Évry » qui « s’est pleinement engagé dans l'aventure menée par Paul Delouvrier et a accompagné, avec passion et conviction la transformation d’Évry-Petit-Bourg en ville nouvelle ». Il est inhumé dans sa ville de naissance, Évry.

## Synthèse des fonctions politiques

### Mandats nationaux

#### Député de la14ecirconscriptionde Seine-et-Oise
Michel Boscher est élu député de la quatorzième circonscription de Seine-et-Oise pour la Ire législature le 30 novembre 1958, il conserve son poste pour la IIe législature.

#### Député de la2ecirconscriptionde l’Essonne
À la suite du redécoupage de l’Île-de-France et la création en 1968 du département de l’Essonne, les élections législatives de 1967 sont organisées par anticipation dans les limites de ce département. Michel Boscher est ainsi élu pour la IIIelégislature le 12 mars 1967 dans la nouvelle deuxième circonscription de l’Essonne, il conserve son mandat pour la IVe et la Ve législature.

### Mandats locaux

#### Conseiller général du canton d’Évry
Le décret ministériel no 67-589 du 22 juillet 1967 crée le canton d’Évry. Lors de l'élection cantonale de septembre 1967, Michel Boscher est élu conseiller général mais perd son poste lors de l'élection cantonale de 1973.

#### Maire d’Évry
Michel Boscher est élu maire d’Évry-Petit-Bourg au cours de l'élection municipale de 1947, il conserva ce mandat jusqu'aux élections de 1977.
En 1965, le schéma directeur d’aménagement et d’urbanisme de la région parisienne est adopté, visant à créer, sous l'égide de Paul Delouvrier, cinq villes nouvelles. L’une d’entre elles devait s’édifier sur le territoire des communes d’Évry (qui perd pour l’occasion la mention « Petit-Bourg »), Lisses, Courcouronnes et Bondoufle, et devenir la préfecture du nouveau département de l’Essonne
D’abord réticent, Michel Boscher mène à bien ce projet qui suscite de vives oppositions. Localement, il met en place les quartiers avec les architectes réputés comme Michel Andrault et Pierre Parat, il prend soin de respecter l’ancien village et d’éviter les erreurs commises par la politique des grands ensembles. En 1971, il inaugure aux côtés du président Georges Pompidou la préfecture de l’Essonne. Nationalement, il défendit la loi du 10 juillet 1970 sur les villes nouvelles qui porte son nom, adoptée après deux ans de vifs débats parlementaires. Prise en politique des projets d’urbanisme définis par les hauts fonctionnaires, ce texte créait les syndicats communautaires d’agglomération, posait le partage des finances et des compétences entre les communes originelles et les institutions de la ville nouvelle. Mais, si l’ancien Évry lui restait fidèle, la population des nouveaux quartiers lui préféra la gauche en 1977.

## Pour approfondir